# Перша династія єгипетських фараонів
Перша династія єгипетських фараонів — найдавніші зафіксовані в історичних пам'ятках правителі Стародавнього Єгипту. Найчастіше Першу і Другу династії відносять до періоду Раннього Царства. Столицею Стародавнього Єгипту на той час було місто Тініс. Фараона Нармера заведено вважати першим правителем, який об'єднав Нижній і Верхній Єгипет.
Грецький філософ Евгемер називає першою династією, яка правила в Єгипті, так звану «Божественну династію», тобто богів Амона-Ра, Шу, Ґеба, Осіріса, Гора. Також існують легенди про фараонів Верхнього Єгипту Скорпіона і Нижнього Єгипту — Скарабея. Але жодних достовірних писемних згадок про них немає, тому їхнє існування вважається лише міфами чи легендами.
Інформація про додинастичний період Давнього Єгипту черпається з декількох монументів і об'єктів з іменами фараонів, серед яких Палетка Нармера є найкоштовнішою. На жаль, не збереглися детальні записи про діяння перших двох династій, крім Палермського каменю. Написи на пам'ятниках виконані єгипетськими ієрогліфами, які не виходили з ужитку протягом наступних трьох тисячоріч. Згадуються такі царі як Вазнер, Хсекіу, Теш. У грецьких міфах згадуються такі царі як Бусіріс і Еґіпт.

## Фараони Першої династії з 3000 по 2853р. до н.е
- Менес (Міна) 3150-3150 (3150-3150)
- Теті I (Атотіс I) близько 3000 (3000-3000)
- Джер 2980–2860 (2999–2952)
- Уаджі 2860–2830 (2952–2939)
- Мернейт
- Ден (Удіму) 2830–2810 (2939–2892)
- Аджіб 2810–2890 (2892–2886)
- Семерхет 2890–2870 (2886–2878)
- Каа 2870–2850 (2878–2853)